# Corisande de Gramont
Pour l’article homonyme, voir Corisande de Gramont (1782-1865).
Corisande Emma Louise Ida de Gramont, dite « Corise », née à Chaumes-en-Brie le 8 août 1880 et morte à Neuilly-sur-Seine le 5 mars 1977, est une aristocrate française, appartenant à la maison de Gramont.

## Biographie

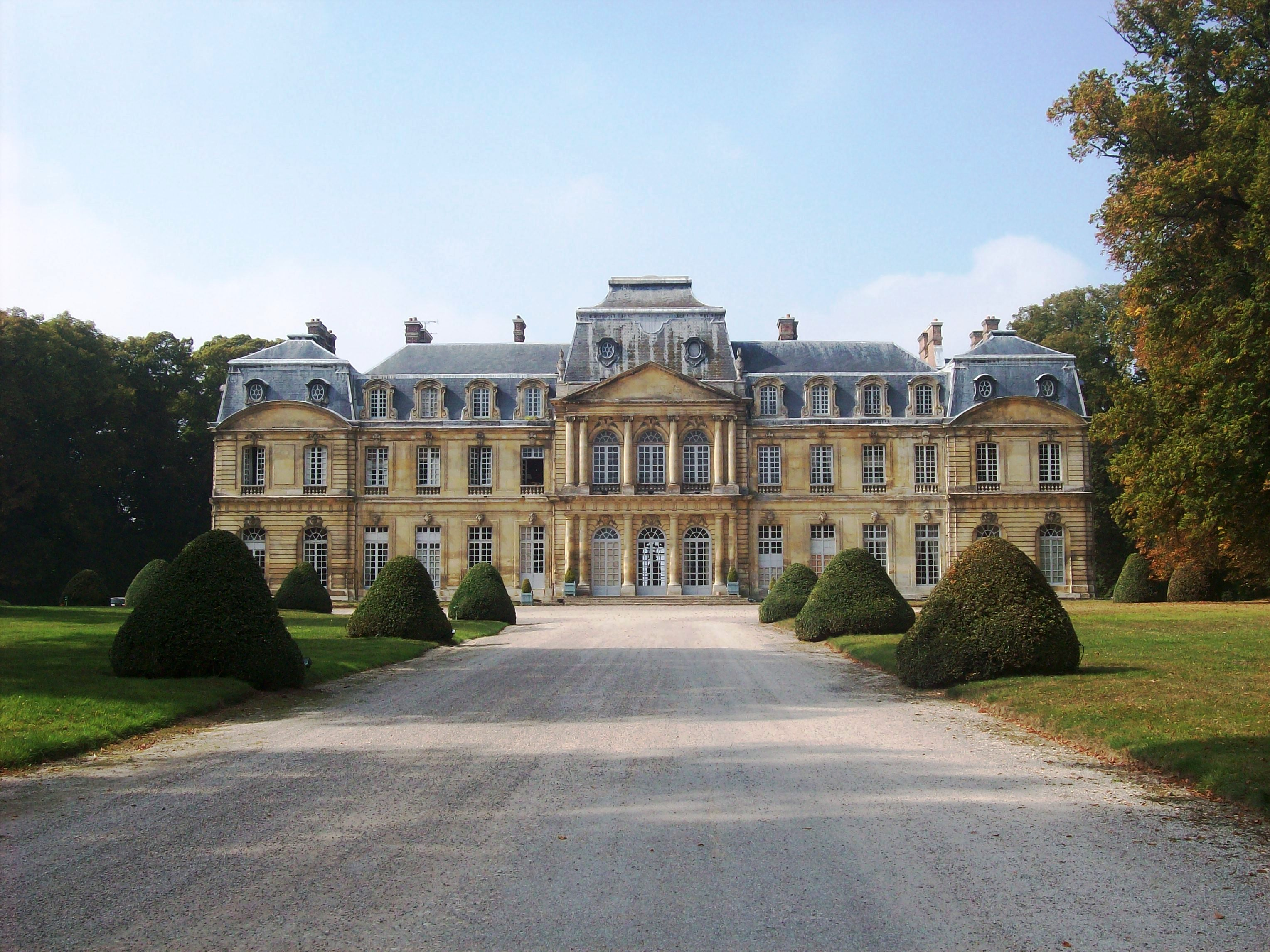
Vue du château de Champlâtreux.

Elle est la fille d'Agénor, duc de Gramont et de sa deuxième épouse, née Marguerite de Rothschild. Son frère aîné le duc de Guiche était un ami proche de Marcel Proust, qui décrivit leur milieu dans son œuvre.
Corisande de Gramont épouse le 2 juillet 1901 le marquis Hélie de Noailles (1871-1932), fils de Jules, duc de Noailles (1826-1895) et de la duchesse, née Molé de Champlâtreux (1831-1931). Hélie de Noailles est le beau-frère d'Anna de Noailles.
De cette union sont issus :
- Marie-Christine Gabrielle Marguerite de Noailles (1902-1963), qui épousa le marquis de Pracomtal (1891-1970) ;
- François Agénor Alexandre Hélie de Noailles, 9e duc de Noailles (1905-2009), époux de Charlotte de Caumont La Force (1917-2002). Il a été maire d'Épinay-Champlâtreux et a vécu jusqu'à l'âge de 103 ans.

La jeunesse de Corisande de Gramont est évoquée dans le Journal de son oncle, le comte Alfred de Gramont. Celui-ci fut ravi du mariage de sa nièce, mais il ne put y assister, étant alors en froid avec son frère, le duc de Gramont.
Il demande plus tard à sa nièce de se renseigner au sujet de Léon Radziwill, qui se présentait pour demander la main de sa fille Claude de Gramont, ce qu'elle promit de faire, le prince Radziwill étant un proche de son frère (et de Proust). La jeune femme le trouve très bon et très bien pour sa cousine, mais un peu faible. Le comte écoute les conseils de sa nièce. Ce mariage fut désastreux et ne dura que quelques semaines.
Dès 1902, elle s'investit dans les œuvres de bienfaisance, en devenant membre actif de la Société de Charité maternelle de Paris, reconnue d'utilité publique, et dont le siège social se situait à Paris, au 46 de l'avenue de de La Motte-Picquet.
Après la mort de leur mère et belle-mère en 1905, Corisande de Noailles et sa demi-sœur, la duchesse de Clermont-Tonnerre, sont furieuses des projets de remariage de leur père (le troisième) avec une aristocrate italienne. Corisande refuse même qu'il vienne au baptême de son fils François. Le duc se marie finalement en 1907 à 56 ans, alors que son épouse en a 21.
La marquise de Noailles demeure à Paris et au château de Champlâtreux. Elle fréquente dans sa jeunesse le salon de la comtesse Aimery de La Rochefoucauld, connu de Proust.
En 1909, elle fonde la Section d'Hygiène maternelle, filiale de la Société de Charité maternelle de Paris, dont elle devient présidente.
Elle s'investit particulièrement durant la Première Guerre mondiale.
En 1914, elle est infirmière à l'hôpital 118 bis de Pau.
Au cours de l'année 1915, en plus de ses fonctions d'infirmière à l'ambulance militaire de la gare du Nord, elle fonde l'œuvre Pour les Hôpitaux militaires, institution de complément du service de santé, dont le siège social se situe à Paris, bastion 55 - Entrepôt des dons du ministère de la Guerre - boulevard Lannes.
Cette même année, elle est désignée présidente d'honneur de l'œuvre « Le réconfort du soldat », œuvre d'assistance aux soldats des hôpitaux et dépôts d'éclopés.
En 1916, elle est nommée vice-présidente de la Société de Charité maternelle de Paris et s'investit, en devenant membre, dans l'œuvre Le Bien-être du blessé, institution pour l'amélioration du régime alimentaire des blessés, et dans l'Office national des mutilés et réformés de guerre. Au cours de cette année, elle visite les hôpitaux du front, en toutes circonstances, bombardements par obus et par avions, dans les régions de Reims, de Soissons, de Verdun et de Chauny. Elle ravitaille les communes des régions dévastées, les plus proches de la ligne de feu, telles Chauny, Villequier-Aumont, Folembray, etc. Elle habite, en toutes saisons, dans les ruines des régions dévastées et circule, en camionnette, sur toutes les routes du front. À cette date, et depuis six années, elle a pour habitude de ne prendre que dix jours de congé par an.
En 1917, elle est désignée vice-présidente de L'Atelier franco-américain de rééducation du Grand Palais. Elle fonde par ailleurs l'œuvre de rééducation agricole La Terre de France, institution d'assistance aux mutilés de l'école de Grignon, dont elle devient présidente, ainsi qu'une annexe de secours aux pays dévastés, sous la direction du service de santé - Entrepôt des dons de Noyon, département de l'Oise. Elle est décorée de la médaille de la Reconnaissance française (argent).
En 1918, elle est nommée membre des comités d'administration et des commissions de rééducation de l'Office national des mutilés et réformés de guerre. Elle est également nommée présidente du conseil exécutif de l'œuvre Le Secours franco-américain pour la France dévastée, dont le siège social se situe à Paris, au 46 de la rue de l'Université. Elle fonde une nouvelle annexe de secours aux pays dévastés, le poste de Montmédy, Spincourt et Damvillers, dans le département de la Meuse. Elle participe également aux travaux du congrès de Londres, sur la conférence interallié pour les mutilés.
En 1919, elle est nommée vice-présidente de La Protection du travail féminin, œuvre d'aide aux veuves de guerre, fonde une nouvelle annexe de secours aux pays dévastés, postes de Folembray et de Saint-Gobain, dans le département de l'Aisne, est désignée membre du conseil d'administration de l'Aide immédiate aux mutilés, dont le siège social se trouve à Paris, au 14 de l'avenue Trudaine, et est nommée directrice du dépôt de la Croix rouge américaine de Chauny, dans le département de l'Aisne, et vice-présidente de la Section cantonale de Luzarches, département de Seine-et-Oise, des pupilles de la Nation.
À l'occasion du congrès des mutilés de Bruxelles, elle est nommée chevalier de l'ordre de Cristo.
En 1920, elle est nommée présidente de la Section d'entraide de l'Union nationale des mutilés et réformés, dont le siège social se situe à Paris, au 15 de la rue Molière.
En vue de sa nomination au grade de chevalier de la Légion d'honneur, une fiche de renseignements est complétée, à Paris, le 7 août 1920, par le ministre des Pensions. Il indique, dans cette dernière, qu'elle a participé aux travaux du congrès interallié des mutilés de Londres, en 1918, et qu'elle a été désignée rapporteur au congrès de Bruxelles qui devait avoir lieu en septembre 1920. Membre de l'Office national des mutilés et réformés, dans son conseil de perfectionnement, son conseil d'administration ainsi que dans sa commission de rééducation, vice-présidente de la Section cantonale des pupilles de la Nation de Seine-et-Oise et présidente, vice-présidente et membre de diverses œuvres, elle s'est engagée dans de nombreuses œuvres intéressant les mutilés et les orphelins de guerre.
Par décret du 5 septembre 1920, rendu sur le rapport du ministre des Pensions, Primes et Allocations de guerre, elle est nommée chevalier de la Légion d'honneur, en sa qualité de membre de l'Office national des mutilés et réformés et de présidente d'œuvres de guerre.
À partir de 1932, elle est membre du conseil d'administration de l'association des dames françaises (ADF), une des trois sociétés de la Croix-Rouge. Elle est déléguée Croix-Rouge de l’Afrique occidentale et équatoriale, et y crée des postes de secours/dispensaires.
En 1934, elle organise les premiers cours d’infirmières de l’air ; ce sera la promotion 1934-1935 « de Noailles » des infirmières de l'air. Elle est représentante de la Croix-Rouge à la conférence internationale de Tokyo pour porter la standardisation du matériel médical. En 1935, elle offre un avion Caudron « Pélican » à l’aéroclub de France comme outil de formation et pour développer l'aviation sanitaire.
En vue de sa promotion au grade d'officier de l'ordre national de la Légion d'honneur, une fiche de renseignements est complétée, à Paris, le 21 janvier 1936, par le ministre de l'Air. À cette date, elle a effectué trente-quatre années de services civils et militaires. Elle a été infirmière, pendant la guerre, dans les ambulances militaires, et déléguée de la Croix-Rouge française au congrès international de Tokyo et au congrès d'aviation sanitaire de Bruxelles. Nommée chevalier de la Légion d'honneur, le 5 septembre 1920, elle a également été décorée de la médaille de la Reconnaissance française, de la médaille du Mérite agricole, de la médaille de la Prévoyance sociale ainsi que de l'ordre du Christ, au Portugal. Fondatrice de nombreuses œuvres de bienfaisance, elle s'est dépensée durant les hostilités pour apporter son aide morale et matérielle aux œuvres d'entraide aux blessés. Elle continue, par la suite, à s'associer aux œuvres généreuses, en faveur des populations des régions dévastées. Présidente de la Section féminine de l'Aéro-Club de France, elle s'occupe activement d'organiser l'aviation sanitaire, en province. Désignée, par la suite, en qualité de vice-présidente du Comité central d'aviation sanitaire, elle parcourt presque toutes les lignes commerciales du monde et donne, à cette branche de l'aviation, une impulsion très nette, en favorisant, dans des conditions exceptionnelles, le recrutement d'un personnel médical et hospitalier spécialisé.
Par décret du 22 janvier 1936, rendu sur le rapport du ministre de l'Air, elle est promue officier de la Légion d'honneur, en sa qualité de vice-présidente du Comité central d'Aviation sanitaire et de présidente de la Section féminine de l'Aéro-Club de France.